# 豊田市立則定小学校
豊田市立則定小学校（とよたしりつ のりさだしょうがっこう）は、愛知県豊田市則定町にある公立小学校。

## 概要
- 霧山町、下国谷町の大部分、則定町、東大島町が校区であり、公立中学校の進学先は豊田市立足助中学校である[1]。
- 豊田市の小規模特認校に指定されており、一部は豊田市内の別の校区から転入学してきた児童である[2]。
- 旧・東加茂郡足助町の一部（盛岡村）の小学校であった。
- 鈴木正三（江戸時代初期の曹洞宗の僧侶。元は三河鈴木氏出身の旗本。）が縁となり、豊田市立矢並小学校とともに、熊本県の天草市立本町小学校と三校交流を行っている[注釈 1][3]

## 沿革

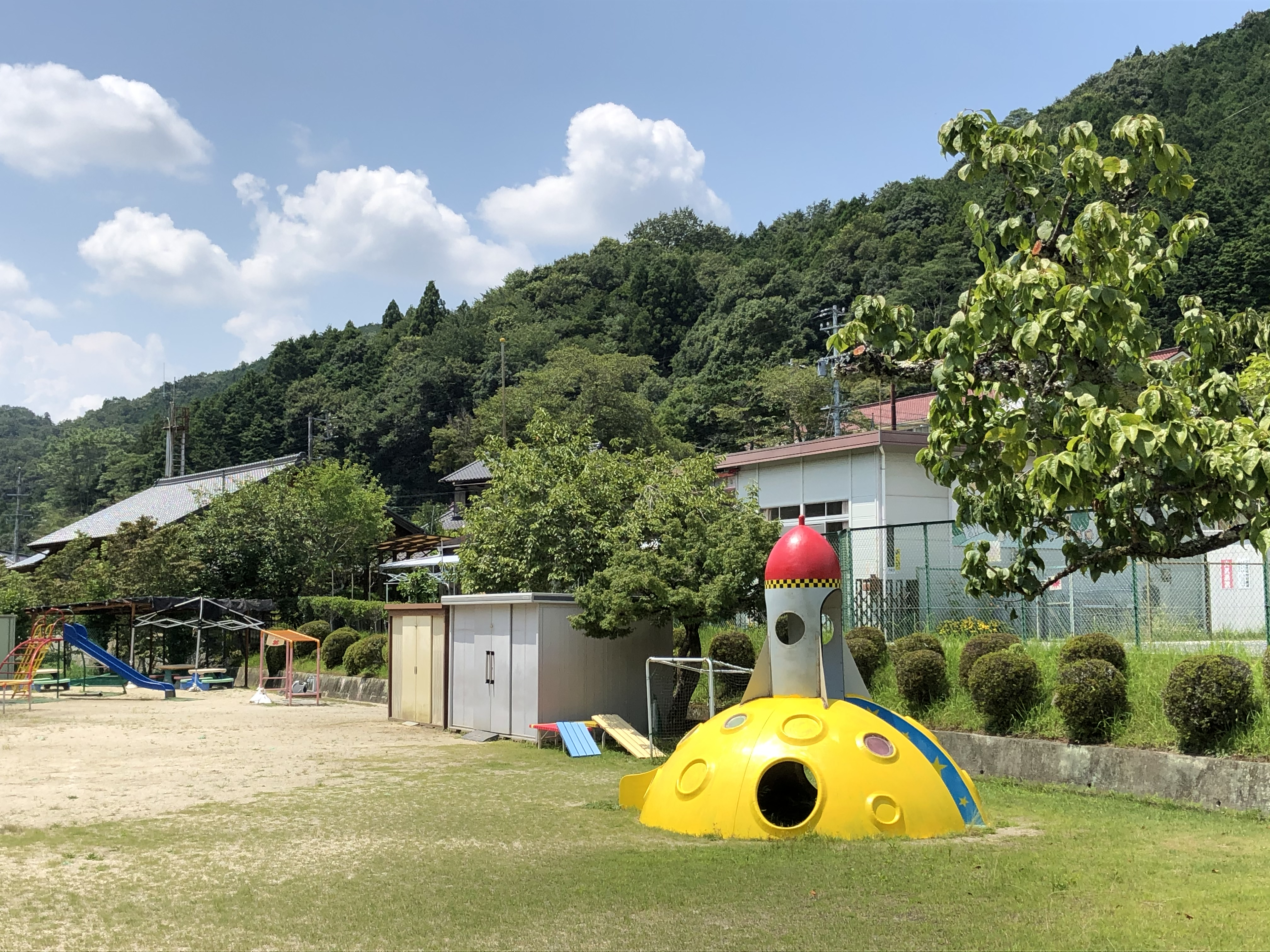
近隣にある豊田市立則定こども園

校区のうち則定町と霧山町は、かつては東加茂郡穂積村の一部であり、東加茂郡穂積村立幸海尋常高等小学校に通学していた。1906年（明治39年）5月に穂積村が松平町と盛岡村に分割編入されると、幸海尋常高等小学校は松平町の学校となった。そのため、盛岡村に編入された地域（現在の則定町、霧山町）の児童のために1908年（明治41年）に盛岡第四尋常小学校として新設された。
- 1908年（明治41年） - 盛岡第四尋常小学校として開校。
- 1941年（昭和16年）4月1日 - 盛岡第四国民学校に改称する。
- 1947年（昭和22年）4月1日 - 盛岡村立則定小学校に改称する。
- 1955年（昭和30年）4月1日 - 足助町、盛岡村、賀茂村、阿摺村が合併し、足助町となる。同時に足助町立則定小学校に改称する。
- 1962年（昭和37年） - 新校舎が完成する。
- 2005年（平成17年）4月1日 - 足助町が豊田市へ編入される。同時に豊田市立則定小学校に改称する。追分小学校校区の下国谷町の大部分と東大島町が則定小学校校区となる。
- 2008年（平成20年）11月22日 - 創立百周年記念式典を行う。

## 交通アクセス
- 名鉄バス岡崎・足助線「則定」バス停より徒歩約12分。

名鉄東岡崎駅より【18系統】「足助」行。
- 名鉄バス矢並線「則定本郷」バス停より徒歩約3分。

豊田市駅より【61系統】「足助」行。